# دان أشلي
دان أشلي (بالإنجليزية: Dan Ashley)‏ هو صحفي أمريكي، ولد في 1963 في تشابل هيل في الولايات المتحدة.